# Manuel de Meneses, Bispo de Lamego e Coimbra
D. Frei Manuel de Meneses, pela grafia arcaica Manoel de Menezes (Lisboa - Alcácer Quibir, 4 de Agosto de 1578), foi prior e reitor da Universidade de Coimbra (1557-60), Deão de Capela Real (1558), bispo de Lamego (1570 - 1573) e de bispo de Coimbra (1573), além de ser o 4º conde de Arganil como era uso para o referido cargo eclesiástico.
Ele foi o único caso a conhecer uma nomeação e promoção durante o curto governo do rei D. Sebastião.
O oitocentista "Jornal de Coimbra" e ao qual mais tarde Fortunato de Almeida, na sua "História da Igreja em Portugal" acrescenta algumas datas, diz que além desses cargos: pertencia ao Conselho Geral do Santo Ofício desde 14 de Junho de 1569, e em 13 de Junho 1578 foi nomeado por bula do Papa Gregório XIII coadjutor e futuro sucessor do Cardeal Infante D. Henrique no ofício de Inquisidor Geral do Reino, que não chegou a exercer, porque faleceu pouco depois em África, na batalha de Alcácer Quibir (em 4 de Agosto de 1578), aonde acompanhara el-rei D. Sebastião na qualidade de Enfermeiro-Mor".
O historiador quinhentista Gaspar Frutuoso refere que o bispo tinha uma quinta, junto do rio Tejo, entre o Seixal e Alcochete.

## Dados históricos
Era filho de D. Antão de Almada, 3.º conde de Avranches e de Maria de Meneses.
Ainda no exercício de prior de Santa Maria Madalena de Montemor-o-Velho, obteve o grau de doutor em cânones em Coimbra, no ano de 1553 e três anos depois, em Dezembro de 1556, ainda no reinado de D. João III de Portugal, foi nomeado reitor daquela Universidade.
Logo após a morte do referido rei D. João, deslocou-se a Lisboa e aí foi nomeado pela rainha regente, D. Catarina, sua mulher, para ser o Deão da sua capela real.
Foi governador da Casa do Cível.
Em 14 de Junho de 1569, pouco antes de aceder à mitra de bispo, tomou posse do lugar de deputado no Conselho geral do Santo Oficio, apadrinhado pelo inquisidor-geral, o cardeal D. Henrique. Não era esta a única via que os unia pois D. Manuel era um dos seus capelães de D. Henrique, tal como o próprio se intitula.
Posteriormente foi bispo de Lamego e de Coimbra, e terá sido nessa última qualidade que D. Henrique, como inquisidor-geral que era, que em 24 de Fevereiro de 1578 o terá nomeado para o substituir nesse cargo.
Em 21 de Março de 1574, ̟participou no segundo Sínodo Provincial, convocado, e presidido pelo seu Arcebispo  Metropolitano, Dom Jorge de Almeida, que se realizou na Sé de Lisboa.
Fortunato de Almeida na mesma obra, na pág. 305, conta que: enquanto Bispo da Diocese de Lamego, Lamego, "fundou um colégio de oito clérigos que estudassem moral e rezassem o coro". - A cadeira de moral que fundou e dotou, era pública.
Este colégio foi pois dos primeiros seminários diocesanos fundados em virtude do que sobre o assunto tinha ficado resolvido no Concílio de Trento".
Terá sido o procurador que primeiro abriu o processo de beatificação da Infanta-Rainha Santa Teresa, filha mais velha do rei D. Sancho I de Portugal e mulher de D. Afonso IX de Leão, a pedido do rei D. Sebastião.
Igualmente será nomeado um dos testamenteiros do mesmo monarca, em 13 de Junho de 1578, antes de ambos partirem para Marrocos combaterem, e que nessa altura fazia parte do seu conselho.

## Brasão d´armas
No canto superior direito do retrato de corpo inteiro que o representa, que está Galeria dos reitores ou Sala de Exame Privado, na Universidade de Coimbra, estão presentes as suas armas heráldicas que sãoː
O bordo do escudo é simples e apresenta a forma peninsular. No remate do escudo vemos presente o galero de cor verde, símbolo da dignidade bispal e as respetivas borlas, contando 6 de cada lado. Segundo a leitura de F. J. Cordeiro Laranjo no interior do seu escudo apresenta-se partido: no primeiro, de ouro, banda de azul carregada de duas cruzes floridas do campo e vazias da banda, e está acompanhada de duas águias de vermelho, armadas de negro (representando a família Almada, do lado do pai); no segundo, está representada a família Meneses (de Cantanhede) (De acordo com Anselmo Braamcamp, do lado materno, ele usou as mesmas armas que o 1º Conde de Cantanhede, seu tio)